# Re della Media
In questo lemma sono elencati i Sovrani della Media, l'antico reame sorto nel nord ovest dell'attuale Iran.

## Re dei Medi, 728-550 a.C.
- Deioce (anche noto come "Ciassare I") 728-675 a.C.
- Fraorte (Kahstarita) 675-653 a.C.
- Madius lo Scita 653-625 a.C.
- Ciassare II (Uwakshatra) 625-585 a.C.
- Astiage (Ishtumegu) 585-550 a.C.